# Biak-na-Bato-Nationalpark
Der Biak-na-Bato-Nationalpark liegt in der Provinz Bulacan auf der Insel Luzon in den Philippinen. Der Nationalpark wurde 1982 auf einer Fläche von 21,12 km² um die Bahay Paniki Höhle, Aguinaldo Höhle, Madlum Höhle, Tanggapan Höhle und die Tilandong-Wasserfälle etabliert. Der Nationalpark liegt auf dem Gebiet der Gemeinden San Miguel, San Ildefonso und Doña Remedios Trinidad.
Der Tourismus ist gut entwickelt, beschränkt sich aber auf die Höhlen im Nationalpark. Die Höhlen im Biak-na-Bato National Park haben für die Philippinen eine große historische Bedeutung, hier wurde 1897 die Republic of Biak-na-Bato (Republik von Biak-na-Bato) von General Emilio Aguinaldo und Pedro Paterno während der philippinischen Revolution ausgerufen.

## Quelle
- Der Nationalpark auf Showcaves.com
- Provinz Bulacan: Ecological Sites
- Biak-na-Bato-Nationalpark in der World Database on Protected Areas (englisch)